# 凡爾賽玫瑰 (電影)
《凡爾賽玫瑰》（英語：Lady Oscar）是一部1979年上映的英語浪漫歷史劇情電影，改編自日本漫畫家池田理代子於1972年創作的同名漫畫系列。由傑克·德米編劇並執導，音樂則由他長期合作的作曲家米榭·李葛蘭負責。
本片為日法合製電影，由製作人山本又一朗代表Kitty film、日本電視台、東寶與法國Ciné Tamaris公司共同製作，並於法國實地拍攝。

## 劇情大綱
賈傑將軍的妻子在產下一名女嬰後難產身亡，鑑於無法接受妻子未能為自己誕下男嗣的事實，賈傑將軍便將女兒命名為「奧斯卡·法蘭索瓦·德·傑爾吉」，並決定將她當作男孩撫養。他向管家表示，管家的兒子安德烈將與奧斯卡一同成長，成為其最親密的朋友，因為他認為女孩應在男性環境中成長。隨著歲月流逝，奧斯卡與安德烈情同手足，奧斯卡學習劍術，舉止言行皆如男兒。儘管兩人身分階級有別，安德烈仍逐漸對奧斯卡萌生愛意，但奧斯卡始終將他視為兄長，未曾回應其感情。
法國王后玛丽·安托瓦内特對奧斯卡甚感興趣，最終任命她為貼身近衛。然而，虛榮任性的瑪麗王后不僅對底層人民的疾苦漠不關心，也對與路易十六的政治聯姻感到不滿，轉而與瑞典貴族漢斯·阿克塞爾·馮·費爾遜發展戀情。這段不倫之戀最終成為眾人皆知的秘密，更加深人民對王室虛偽的印象，加劇革命的呼聲。身為平民的安德烈在定居巴黎後見證艱困的百姓，深信革命勢在必行。他試圖喚醒仍生活在上層社會的奧斯卡，帶她認清現實。奧斯卡雖逐漸了解人民困境，卻依舊效忠王室，並對費爾遜產生情感。在一場化妝舞會上，安德烈向奧斯卡告白並試圖親吻她，卻遭到對方拒絕。雖然感情未獲回應，但兩人仍維持友誼關係。
1789年，法國大革命爆發後，奧斯卡奉命對凡爾賽宮外的示威者開火，但她與同袍拒絕執行命令而遭監禁。安德烈與其他革命黨人隨後闖入牢獄，於行刑前將他們救出。奧斯卡感動之下向安德烈告白，兩人確立了戀情關係。儘管奧斯卡試圖說服父親加入革命以免貴族遭殃，卻仍遭到拒絕，甚至遭到父親拔劍相向。在混戰中，安德烈挺身保護奧斯卡，兩人成功逃離宅邸。在最後攻陷巴士底監獄的戰役中，安德烈不幸陣亡，電影在奧斯卡在戰場上孤獨四處尋找其遺體下結束。

## 演員列表
- 卡翠歐娜·麥柯兒（英语：Catriona MacColl） 飾 奧斯卡·法蘭索瓦·德·傑爾吉（日语：オスカル・フランソワ・ド・ジャルジェ）
  - 派西·肯塞特 飾 少女時期的奧斯卡
- 貝瑞·斯托克斯（英语：Barry Stokes (actor)） 飾 安德烈·格蘭迪耶（日语：アンドレ・グランディエ）
  - 安德魯·巴格利（Andrew Bagley） 飾 少年時期的安德烈
- 喬納斯·伯格斯特龍（英语：Jonas Bergström (actor)） 飾 漢斯·亞克塞爾·馮·菲爾遜
- 克莉絲汀·玻姆（英语：Christine Böhm） 飾 玛丽·安托瓦内特王后
- 馬克·金斯頓（英语：Mark Kingston） 飾 賈傑將軍（General Jarjayes）
- 喬治·威爾森（英语：Georges Wilson） 飾 布耶將軍
- 馬丁·波特（英语：Martin Potter） 飾 熱羅德雷伯爵（Count de Gerodere）
- 蘇·洛伊德（英语：Sue Lloyd） 飾 勃利夫人
- 安努斯卡·漢普爾（英语：Anouska Hempel） 飾 让娜·德瓦卢瓦-圣雷米
- 特倫斯·巴德（Terence Budd） 飾 法王路易十六
- 麥克·馬歇爾（Mike Marshall） 飾 尼古·拉莫特（英语：Nicolas de la Motte）
- 克里斯多福·艾利森（英语：Christopher Ellison） 飾 馬克西米連·羅伯斯比爾
- 康斯坦絲·查普曼（英语：Constance Chapman） 飾 奶媽（Nanny）
- 葛瑞哥里·弗洛伊（Gregory Floy） 飾 洛汗樞機（英语：Louis-René de Rohan）
- 雪拉·麥克勞德（英语：Shelagh McLeod） 飾 羅莎莉·拉·蒙麗（日语：ロザリー・ラ・モリエール）
- 麥可·奧斯本（英语：Michael Osborne） 飾 貝爾納·沙特萊（Bernard Chatelet）
- 安琪拉·索恩（英语：Angela Thorne） 飾 蘿絲·貝爾丁（英语：Rose Bertin）
- 保羅·斯普里爾（英语：Paul Spurrier） 飾 路易·約瑟夫王子
- 蘿絲·瑪麗·鄧漢（Rose Mary Dunham） 飾 布蘭維利耶侯爵夫人（Marquise de Boulainvilliers）
- 麥可·彼得羅維奇（Michael Petrovitch） 飾 夏尔·亚历山大·德·卡洛纳
- 藍柏·威爾森 飾 傲慢士兵（Cocky Soldier）
- 文森·葛拉斯（英语：Vincent Grass） 飾 無禮士兵（Insolent Soldier）
- 卡洛琳·洛布（英语：Caroline Loeb） 飾 阿黛爾（Adele）

## 製作
本片由位於巴黎的電影工作室Ciné Tamaris製作，並在包含若西尼、桑利斯以及凡爾賽宮等地取景拍攝。主要贊助商為化妝品公司資生堂。
對於主演奧斯卡的演員，德米起初推薦多米妮克·桑达飾演，但由於高昂片酬而放棄了，最終則從300名試鏡者中，選中曾與皇家芭蕾舞團合作過的英國新晉女演員卡翠歐娜·麥柯兒，麥柯兒|Catriona MacColl}}亦擔任該年春季化妝品系列中紅色口紅的代言人之一。此外，劇中的主要演員均來自英國、瑞典、奧地利等國家，未有法國演員出演。
美國漫畫研究者弗雷德里克・L・肖特（Frederik L. Schodt）與賈里德・庫克（Jared Cook）為了協助製作團隊理解原作內容，曾將整部《凡爾賽玫瑰》漫畫翻譯為英文。然而，由於唯一的翻譯版本交給了製作方，該譯本最終遺失。

## 評價
本片不僅未能在票房上取得成功，其中由卡翠歐娜・麥柯兒所飾演的奧斯卡一角更受到了不少批評。有部分評論指出，她詮釋的奧斯卡既未能展現出男性氣質，也無法體現女性特質。電影評論網站《Midnight Eye》的賈斯帕・夏普（Jasper Sharp）更直言，本片是「糟糕到足以成為研究失敗之作的論文案例」的作品之一。
學者安妮・杜根（Anne Duggan）則將本片與導演雅克・德米的其他作品作比較，認為漫畫原作中由池田筆下的奧斯卡，比電影版本的奧斯卡「更了解自己」，而德米導演筆下的奧斯卡則被描述為「否認性別與階級議題的角色」。杜根進一步指出，如果奧斯卡在電影中失去了主體性，那麼這種主體性則被轉移到下層階級的角色——特別是安德烈身上
。
《綜藝》雜誌評論本片具有早期好萊塢史詩電影的風格，並讚賞卡翠歐娜・麥克柯爾成功將奧斯卡塑造成「試圖打破男裝麗人形象的女性」
。《洛杉磯時報》影評人凱文・湯瑪斯則將本片視為導演雅克・德米的典型作品，認為其關注點在於對比貴族與貧民的生活。
根據麥柯兒本人的說法，《凡爾賽玫瑰》在歐洲地區上映極為有限，導致她的演藝事業一度受挫。這是因為該片缺乏著名演員，同時導演德米只想用劇場演員和電視演員，日本方面對法國的發行權開出非常高的價格，導致法方放棄了在其他歐洲地區的發行。第二個原因是這部片不合當時的流行風格。

## 重映
2017年，作為雅克·德米與米歇爾·勒格朗合作的計畫「Cinema Enchanté」的一部分，《凡爾賽玫瑰》數位修復版於日本東京惠比壽花園影院首映，飾演奧斯卡的女演員卡翠歐娜·麥柯兒發來影像致辭。。為了發行這部電影，原始底片以 6K 進行掃描，並以 2K進行數位修復，並於2018年發行Blu-ray及DVD版本。

## 外部連結
- 互联网电影数据库（IMDb）上《凡爾賽玫瑰》的资料（英文）